# انتخابات پارلمانی کرواسی (۲۰۱۶)
انتخابات پارلمانی کرواسی در ۱۱ سپتامبر ۲۰۱۶ برگزار شد. همهٔ ۱۵۱ کرسی پارلمان کرواسی توسط مردم انتخاب شدند. این انتخابات در پیِ پیروزی طرح عدم اعتماد به تیهومیر اورشکوویچ نخست‌وزیر این کشور و کابینهٔ وی مورخ ۱۶ ژوئن ۲۰۱۶ برگزار می‌شد. در آن روز ۱۲۵ تن از نمایندگان به طرح یادشده رأی موافق دادند. پس از آن ائتلاف میهن‌دوستی تلاش کرد تا با به دست آوردن اکثریت در پارلمان، زدراوکو ماریچ وزیر دارایی را به نخست‌وزیری برگزیند اما موفق نشد و در نتیجه نمایندگان در ۲۰ ژوئن ۲۰۱۶ رأی به انحلال پارلمان دادند. انحلال در ۱۶ ژوئیه عملی شد و کولیندا گرابار-کیتاروویچ رئیس‌جمهور کرواسی روز ۱۱ سپتامبر ۲۰۱۶ را رسماً برای برگزاری انتخابات پارلمانی انتخاب کرد.
این انتخابات با شرکت دو حزب بزرگ کرواسی در پارلمان هشتم برگزار شد؛ اتحاد دموکراتیک کرواسی به رهبری آندری پلنکوویچ و حزب سوسیال دموکراتیک به رهبری زوران میلانوویچ. حزب سوسیال دموکراتیک به عنوان بخشی از ائتلاف مردم شامل احزاب سوسیال دموکرات، حزب خلق کرواسی - لیبرال دموکرات‌ها، حزب دهقانان کرواسی و حزب بازنشستگان کرواسی در انتخابات شرکت کرد. این احزاب باید با شمار دیگری از احزاب و ائتلاف‌ها از جمله فهرست‌های پل مستقل (MOST) که تعادل قدرت را در انتخابات ۲۰۱۵ در دست داشت و همچنین بسیاری دیگر از احزاب کوچکتر و فهرست‌های مستقل در پارلمان‌های گذشته رقابت می‌کردند. نخست‌وزیر وقت تیهومیر اورشکوویچ که یک تکنوکراتِ غیرحزبی است پیش از انتخابات اعلام کرد که نامش را در هیچ فهرستی قرار نخواهد داد و به دنبال انتخاب مجدد نیست.

## روش
۱۵۱ نماینده‌ی پارلمان کرواسی به سه شیوه انتخاب می‌شوند؛ ۱۴۰ نفر از حوزه‌های انتخابیه‌ی ۱۴ نماینده‌ای به روش نسبی و آستانه‌ی انتخابی ۵ درصد انتخاب می‌شوند. کرسی‌های این حوزه‌ها با روش هوندت اختصاص می‌یابند. ۳ کرسی نیز به حوزه‌ی انتخابیه‌ای که برای شهروندان خارج از کشور اختصاص داده شده تعلق دارد. ۸ کرسی متعلق است به گروه‌های اقلیت قومی: ۳ کرسی برای صرب‌ها، ۱ کرسی برای ایتالیایی‌ها، ۱ کرسی برای مجارها، ۱ کرسی برای چک‌ها و اسلواک‌ها؛ ۱ کرسی برای آلبانیایی‌ها، اسلوونیایی‌ها، بوسنیایی‌ها، مقدونی‌ها، مونته‌نگرویی‌ها؛ و ۱ کرسی هم برای آلمانی‌ها، اتریشی‌ها، اوکراینی‌ها، بلغارها، ترک‌ها، روس‌ها، روسین‌ها، روماها، رومانیایی‌ها، لهستانی‌ها، ولاک‌ها و یهودی‌ها است.

## نتایج
این انتخابات پیروزی غافلگیرکننده‌ای برای حزب محافظه‌کار اتحاد دموکراتیک کرواسی (HDZ) به همراه داشت. بسیاری از نظرسنجی‌ها پیش از انتخابات حاکی از برنده شدن ائتلاف مردم بود. برخی دلیلِ شکست ائتلاف مردم در انتخابات را به انتشار فایلی صوتی مربوط به سخنرانی زوران میلانوویچ نخست‌وزیر سابق و رئیس ائتلاف در جمعی خصوصی میان کهنه‌سربازان کروات نسبت می‌دهند. در این فایل میلانوویچ از اصطلاحات توهین‌آمیزی استفاده می‌کند و صرب‌ها را «رقت‌انگیز» خوانده و می‌گوید «بوسنی و هرزگوین یک کشور نیست». به نظر می‌رسد این عبارت باعث فرار آرای اقلیت‌ها شد. میلانوویچ پس از انتخابات اعلام کرد که مجدداً به عنوان رئیس حزب در انتخابات شرکت نخواهد کرد.
حزب اتحاد دموکراتیک کرواسی که در نظرسنجی‌های پیش از انتخابات شکست را محتمل می‌دید، توانست تحت رهبری رئیس جدید خود به‌نام آندری پلنکوویچ تصویری که مردم از آن به عنوان یک حزب دست راستی غرق در فساد در ذهن داشتند را بزداید و آن را با تصویر حزبی مرکزگرا و مایل به اتحادیه اروپا جایگزین کند. یکی دیگر از دلایل پیروزی این حزب را مشارکت پایین مردم در انتخابات دانستند. واکنش بازار سهام کرواسی نیز در فردای انتخابات نسبت به پیروزی محافظه‌کاران مثبت بود.
| احزاب و ائتلاف‌ها                                    | احزاب و ائتلاف‌ها                          | احزاب و ائتلاف‌ها                                                 | آرا                       | ٪                         | تغییر                     | کرسی‌ها | +/–  |
| --------------------------------------------------- | ----------------------------------------- | ---------------------------------------------------------------- | ------------------------- | ------------------------- | ------------------------- | ------ | ---- |
| مناطق انتخاباتی کرواسی (یکم تا دهم)                 |                                           |                                                                  |                           |                           |                           |        |      |
|                                                     | ائتلاف HDZ                                | HDZ ،HSLS ،HDS                                                   | ۶۸۲٬۶۸۷                   | ۳۶٫۲۷٪                    | +۲٫۹۱٪                    | ۵۹     | +۳   |
|                                                     | ائتلاف مردم                               | SDP ،HNS ،HSU ،HSS                                               | ۶۳۶٬۶۰۲                   | ۳۳٫۸۲٪                    | +۰٫۶۲٪                    | ۵۴     | -۲   |
|                                                     | فهرست‌های پل مستقل                         | فهرست‌های پل مستقل                                                | ۱۸۶٬۶۲۶                   | ۹٫۹۱٪                     | -۳٫۶۰٪                    | ۱۳     | -۶   |
|                                                     | ائتلاف تنها گزینه                         | حزب سپر انسانی، تغییر کرواسی، جنبش جوانان، الفبای دموکراسی، HDSS | ۱۱۷٬۲۰۸                   | ۶٫۲۳٪                     | +۱٫۹۹٪                    | ۸      | +۷   |
|                                                     | ائتلاف برای نخست‌وزیر                      | BM 365، Reformisti، نوی وال،HSS SR BUZ                           | ۷۶٬۰۵۴                    | ۴٫۰۴٪                     | +۰٫۷۲٪                    | ۲      | ±۰   |
|                                                     | ائتلاف حتی قدرتمندتر ایستریا              | IDS ،PGS ،List for Rijeka                                        | ۴۳٬۱۸۰                    | ۲٫۲۹٪                     | +۰٫۴۶٪                    | ۳      | ±۰   |
|                                                     | ائتلاف تغییر کرواسی                       | Pametno ،Za Grad                                                 | ۳۸٬۸۱۲                    | ۲٫۰۶٪                     | جدید                      | ۰      | جدید |
|                                                     | ائتلاف HDSSB                              | HDSSB ،HKS                                                       | ۲۳٬۵۷۳                    | ۱٫۲۵٪                     | -۰٫۱۱٪                    | ۱      | -۱   |
|                                                     | دیگر احزاب و فهرست‌های مستقل               | دیگر احزاب و فهرست‌های مستقل                                      | ۷۷٬۵۷۵                    | ۴٫۱۲٪                     |                           | ۰      | -۱   |
|                                                     | باطله                                     | باطله                                                            | ۳۶٬۸۷۱                    | ۱٫۹۲٪                     |                           | -      | -    |
| جمع                                                 | جمع                                       | جمع                                                              | ۱٬۹۱۹٬۱۸۸                 | ۱۰۰٪                      | -                         | ۱۴۰    | ±۰   |
| رأی‌دهندگان ثبت‌نام‌کرده/مشارکت                        | رأی‌دهندگان ثبت‌نام‌کرده/مشارکت              | رأی‌دهندگان ثبت‌نام‌کرده/مشارکت                                     | ۳٬۵۳۱٬۲۷۹                 | ۵۴٫۳۵٪                    | -۶٫۴۷٪                    | -      | -    |
| District XI – Croatian citizens living abroad       |                                           |                                                                  |                           |                           |                           |        |      |
|                                                     | Croatian Democratic Union                 | Croatian Democratic Union                                        | ۱۳٬۱۱۷                    | ۶۲٫۷۲٪                    | -۲۲٫۹۷٪                   | ۲      | -۱   |
|                                                     | Independent list led by Željko Glasnović  | Independent list led by Željko Glasnović                         | ۵٬۲۱۱                     | ۲۴٫۹۱٪                    | جدید                      | ۱      | جدید |
|                                                     | For Prime Minister Coalition              | BM 365, Reformisti, Novi val, HSS SR, BUZ                        | ۹۳۶                       | ۴٫۴۷٪                     | +۰٫۱۷٪                    | ۰      | ±۰   |
|                                                     | Bridge of Independent Lists               | Bridge of Independent Lists                                      | ۶۵۶                       | ۳٫۱۳٪                     | -۰٫۷۶٪                    | ۰      | ±۰   |
|                                                     | Other District XI lists                   | Other District XI lists                                          | ۹۹۳                       | ۴٫۷۵٪                     |                           | ۰      | ±۰   |
|                                                     | Invalid                                   | Invalid                                                          | ۲۹۵                       | ۱٫۳۹٪                     |                           | -      | -    |
| District XI total                                   | District XI total                         | District XI total                                                | ۲۱٬۲۰۸                    | ۱۰۰٪                      | -                         | ۳      | ±۰   |
| Registered voters / turnout                         | Registered voters / turnout               | Registered voters / turnout                                      | ۲۱٬۲۲۳                    | ۹۹٫۹۳٪                    | +۰٫۰۲٪                    | -      | -    |
| District XII – National minority electoral district |                                           |                                                                  |                           |                           |                           |        |      |
|                                                     | Independent Democratic Serb Party         | Independent Democratic Serb Party                                | Differing election system | Differing election system | Differing election system | ۳      | ±۰   |
|                                                     | Democratic Union of Hungarians of Croatia | Democratic Union of Hungarians of Croatia                        | Differing election system | Differing election system | Differing election system | ۱      | +۱   |
|                                                     | Union of Roma in Croatia "Kali Sara"      | Union of Roma in Croatia "Kali Sara"                             | Differing election system | Differing election system | Differing election system | ۱      | ±۰   |
|                                                     | Union of Albanians in Croatia             | Union of Albanians in Croatia                                    | Differing election system | Differing election system | Differing election system | ۱      | +۱   |
|                                                     | Independents (Italian minority)           | Independents (Italian minority)                                  | Differing election system | Differing election system | Differing election system | ۱      | ±۰   |
|                                                     | Independents (Czech/Slovak minority)      | Independents (Czech/Slovak minority)                             | Differing election system | Differing election system | Differing election system | ۱      | ±۰   |
| District XII total                                  | District XII total                        | District XII total                                               | ۳۷٬۹۰۲                    | ۱۰۰٪                      | -                         | ۸      | ±۰   |
| Registered voters / turnout                         | Registered voters / turnout               | Registered voters / turnout                                      | ۲۱۱٬۲۶۷                   | ۱۷٫۹۴٪                    | -۱٫۱۴٪                    | -      | -    |
| Total parliamentary seats                           | Total parliamentary seats                 | Total parliamentary seats                                        | Total parliamentary seats | Total parliamentary seats | Total parliamentary seats | ۱۵۱    | ±۰   |
| Sources: State Election Committee;                  |                                           |                                                                  |                           |                           |                           |        |      |